# Musik- och teatermuseet
Musik- och teatermuseet var ett svenskt statligt kulturhistoriskt museum på Sibyllegatan 2 i Stockholm som stängde 30 mars 2014. Musik- och teatermuseet hette tidigare Musikmuseet men fick 2010  ett utvidgat uppdrag, efter att arkivet för folklig dans samt samlingarna vid Marionettmuseet och Sveriges Teatermuseum införlivats i museets verksamhet. Det ingår sedan 2011 i Statens musikverk. Efterföljaren Scenkonstmuseet öppnade 11 februari 2017  i samma byggnad.

## Historia

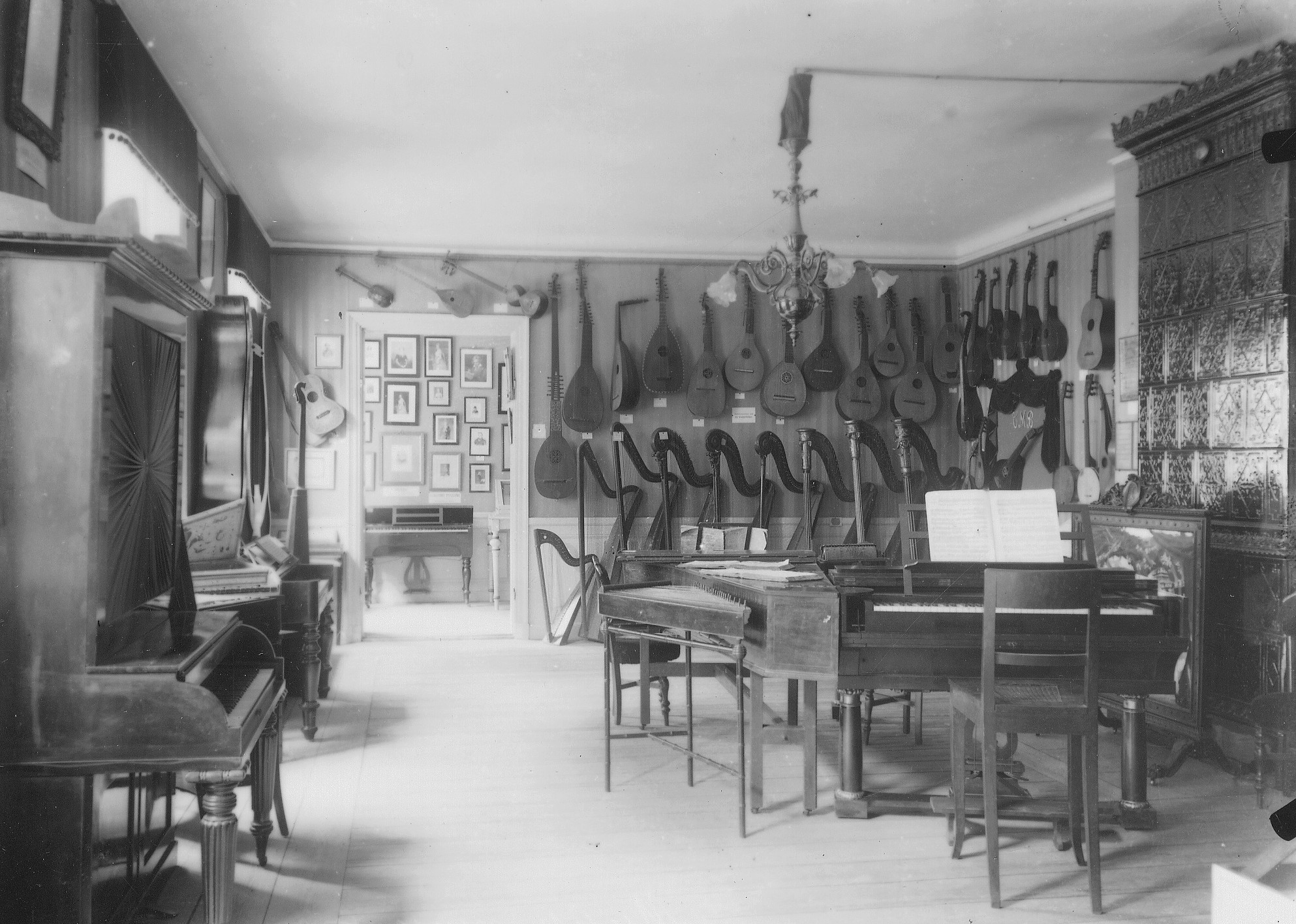
Interiör från Musikhistoriska museet Nybrogatan 1907.

Museet grundades 1899 under namnet Musikhistoriska museet. Genom gåvor och donationer öppnades museet för allmänheten 1901 i Martin Kammeckers stenhus vid Nybrogatan 9. Efter att huset revs 1907 flyttade verksamheten till Västra trädgårdsgatan 19. På 1930-talet drevs museet som en stiftelse kopplad till Musikaliska Akademien men fick även ett mindre statligt anslag. Statens ansvar och inflytande ökade under årtiondena, och från 1981 - 2011 ingick museet i den statliga myndigheten Statens musiksamlingar (från 2011 Statens musikverk) tillsammans med Musik- och teaterbiblioteket och Svenskt visarkiv.

## Byggnaden
Museet huserar sedan 1979 i en 1600-talsbyggnad på Sibyllegatan 2 i Stockholm, sidan om Hovstallet och Dramaten. Byggnaden inhyste tidigare Kronobageriet och är Stockholms äldsta industribyggnad. Sedan 1935 är byggnaden ett statligt byggnadsminne. Byggnaden som förvaltas av statens fastighetsverk stängdes för renovering 2014-2016. Vid öppnandet bytte museet namn till Scenkonstmuseet.

## Verksamhet
Museets verksamhet består av utställningar, programverksamhet med konserter, föreställningar och föredrag samt en pedagogisk verksamhet med visningar, verkstäder och workshops. Museet har också en samlingsenhet, som arbetar med att samla och vårda dess musikinstrument, relaterad konst och andra föremål.
De arkiv och bibliotekssamlingar som tidigare tillhörde Musikmuseet och Sveriges Teatermuseum har i och med den nya omstruktureringen 2011 överförts till Musik- och teaterbiblioteket.

## Chefer

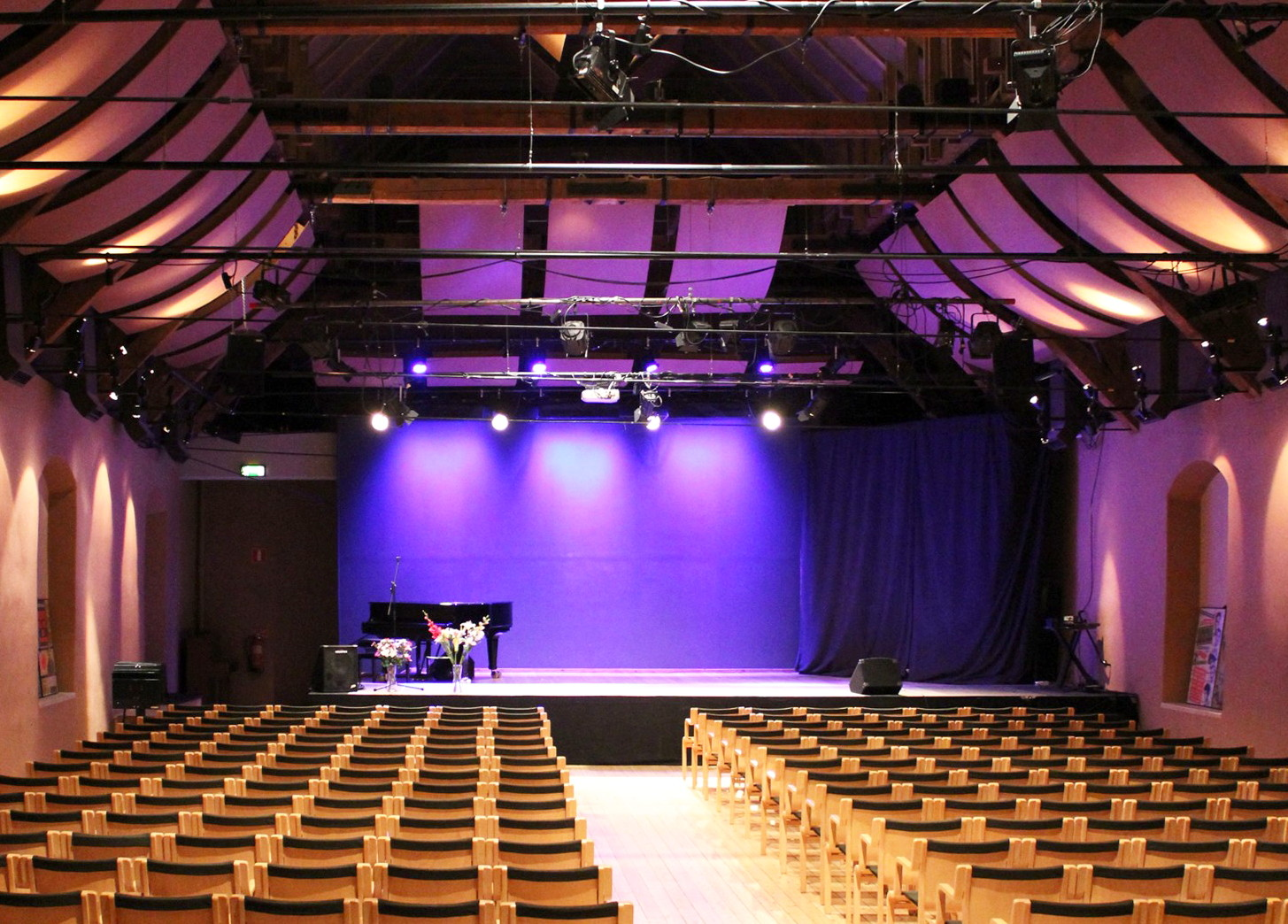
Musik- och teatermuseets konsertsal

### Musikhistoriska museet
- Johannes Svanberg, 1899–1918
- Tobias Norlind, 1919–47
- Ernst Emsheimer, 1948–73

### Musikmuseet
- Gunnar Larsson, 1973–80
- Lennart Hedwall, 1981–83
- Krister Malm, 1983–99
- Stefan Bohman, 2000–08
- Hans-Martin Riben, 2008–10

### Musik- och teatermuseet
- Hans-Martin Riben 2010–13
- Daniel Wetterskog 2013–14 (Från 2014 chef för efterföljaren Scenkonstmuseet